# Cantone di Saint-Médard-en-Jalles
Il Cantone di Saint-Médard-en-Jalles è una divisione amministrativa dell'arrondissement di Bordeaux.
A seguito della riforma approvata con decreto del 20 febbraio 2014, che ha avuto attuazione dopo le elezioni dipartimentali del 2015, è passato da 4 a 3 comuni.

## Composizione
I 4 comuni facenti parte prima della riforma del 2014 erano:
- Le Haillan
- Saint-Aubin-de-Médoc
- Saint-Médard-en-Jalles
- Le Taillan-Médoc

Dal 2015 i comuni appartenenti al cantone sono i seguenti 3:
- Saint-Aubin-de-Médoc
- Saint-Médard-en-Jalles
- Le Taillan-Médoc